# Sultan Pur Majra
Sultan Pur Majra är en ort (census town) i det indiska unionsterritoriet National Capital Territory of Delhi. Den är en förort till Delhi och är belägen i distriktet North West. Befolkningen uppgick till 181 554 invånare vid folkräkningen 2011.